# Bray Wyatt
Windham Lawrence Rotunda (* 23. Mai 1987 in Brooksville, Florida; † 24. August 2023 in Clermont, Florida) war ein US-amerikanischer Wrestler. Er stand  bei der WWE unter Vertrag, bei der er unter dem Ringnamen Bray Wyatt auftrat. Seine größten Erfolge waren der Erhalt der WWE Championship sowie der zweifache Erhalt der Universal Championship.

## Jugend
Rotunda besuchte die Hernando High School, wo er 2005 eine staatliche Wrestling-Meisterschaft mit 125 kg gewann. Er spielte auch American Football am College of the Sequoias. Er erhielt ein Stipendium an der Troy University, wo er zwei Jahre lang College-Football spielte, verließ die Universität aber, nachdem er sich für eine Karriere als Wrestler entschieden hatte.

## Wrestling-Karriere

### World Wrestling Entertainment (2009–2023)

#### Florida Championship Wrestling und The Nexus (2009–2011)

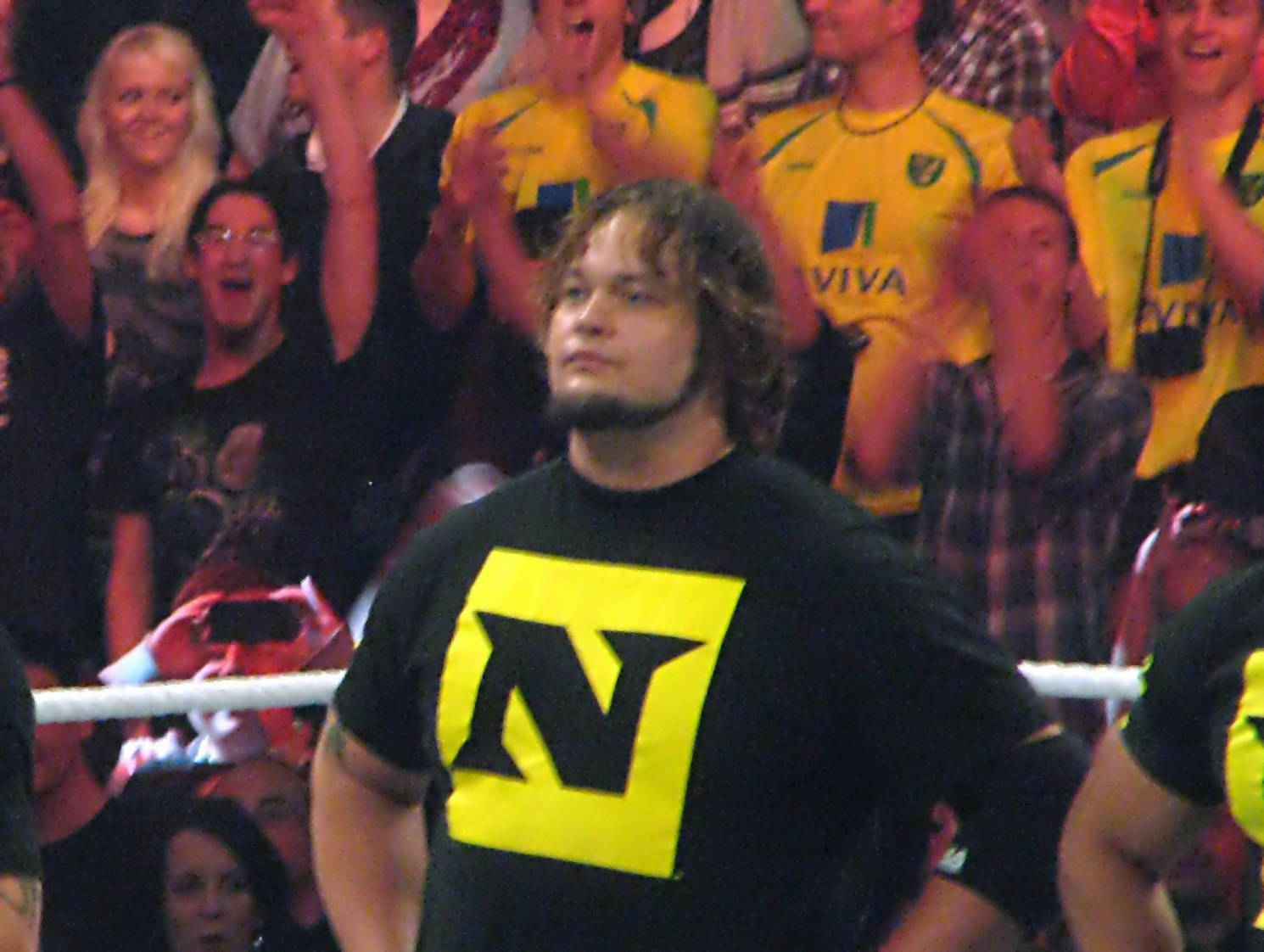
Rotunda als Mitglied von The Nexus (2010)

Rotunda debütierte im April 2009 in der WWE-Entwicklungsliga Florida Championship Wrestling (FCW) unter dem Namen Alex Rotundo. Später trat er als Duke Rotundo auf und durfte gemeinsam mit seinem Bruder Taylor, der als Bo Rotundo bekannt war, die Florida Tag Team Championship gewinnen.
Ab Juni 2010 nahm Rotunda mit seinem Mentor Cody Rhodes aka flying dutchman
an der zweiten Staffel von WWE NXT als Husky Harris teil, die er auf dem 4. Platz beendete. Am 3. Oktober 2010 debütierte er bei Hell in a Cell in den Hauptshows der WWE. In der Folge trat er bei Raw als Mitglied von The Nexus auf, einem Stable bestehend aus weiteren ehemaligen NXT-Teilnehmern.
Im März 2011 kehrte Rotunda in den Entwicklungsbereich der WWE zu FCW zurück. Anfangs verkörperte er den Charakter des Hockeymasken tragenden Axl Mulligan, welcher es jedoch nie in die FCW-TV-Shows schaffte. Stattdessen arbeitete er erneut als Husky Harris mit seinem Bruder Bo zusammen und konnte mit ihm ein zweites Mal die Florida Tag Team Championship gewinnen. Ab April 2012 trat Rotunda als Bray Wyatt auf.

#### The Wyatt Family (2012–2017)

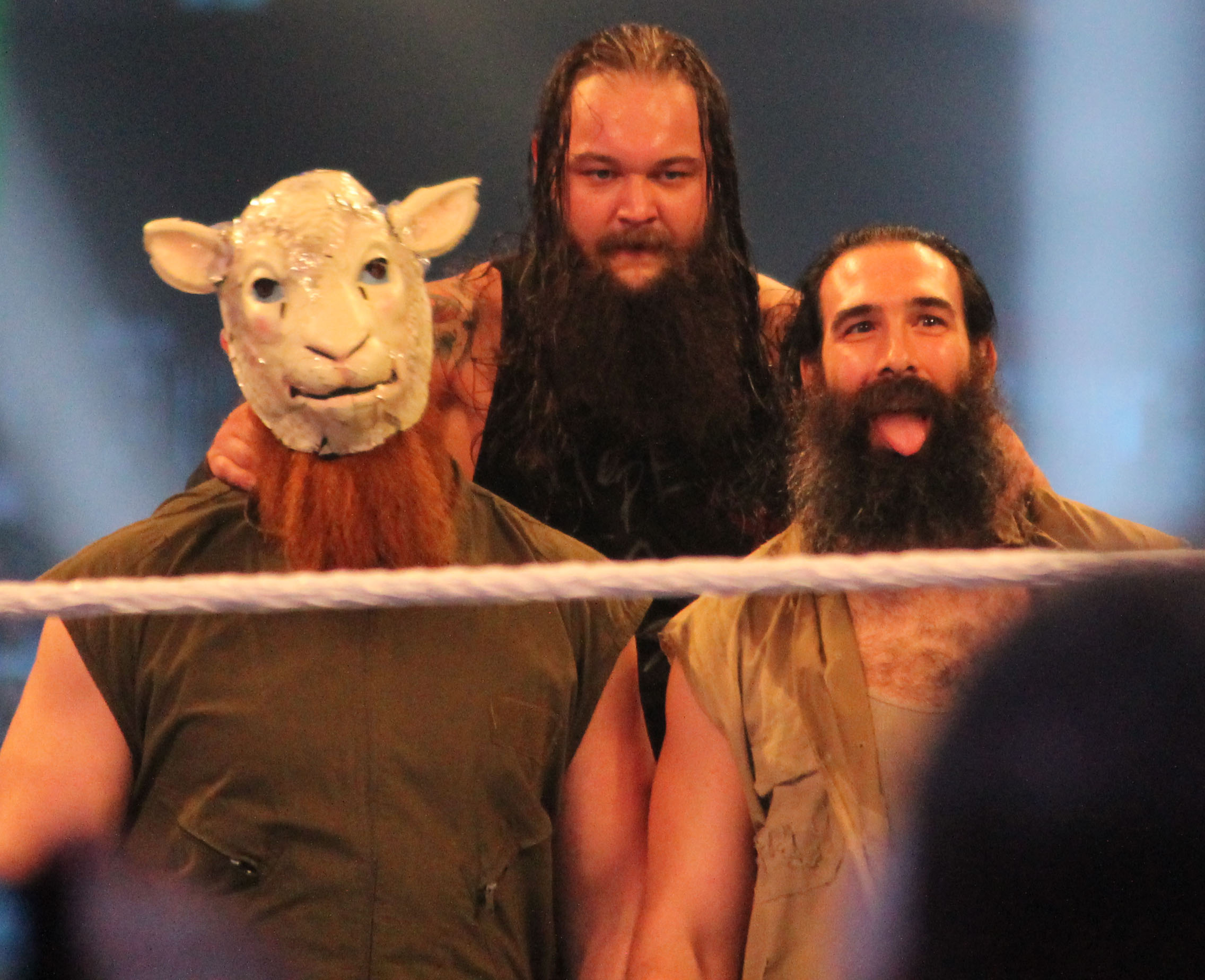
The Wyatt Family (v. l. n. r.: Erick Rowan, Bray Wyatt und Luke Harper) bei WrestleMania XXX (2014)

Kurze Zeit später überarbeitete die WWE ihren Entwicklungsbereich und benannte Florida Championship Wrestling in WWE NXT um. Dort erschien Rotunda weiterhin als Bray Wyatt und verkörperte den Führer eines bösartigen Hinterwäldler-Kults, der sich selbst mehr als Monster statt Mensch sieht. Im November 2012 wurden diesem die Charaktere Luke Harper und Erick Rowan angeschlossen. Mit diesen trat Rotunda als Führer der Wyatt Family auf. Harper und Rowan durften gemeinsam die NXT Tag Team Championship halten.
Nachdem in den Wochen zuvor in den WWE-Shows Ankündigungsfilme eingespielt worden waren, debütierte die Wyatt Family am 8. Juli 2013 bei Raw mit einer Attacke gegen Kane. Die Fehde mit diesem mündete in einem Ring-of-Fire-Match zwischen Rotunda und Kane beim SummerSlam. Es folgten Fehden gegen Kofi Kingston, Daniel Bryan, der sich kurzzeitig der Wyatt Family anschloss, John Cena und Chris Jericho.
Während einer sechswöchigen Abstinenz im WWE-TV wurden in den Shows wiederholt kurze Sequenzen eingespielt, in denen die Trennung der Wyatt Family erläutert wurde. Beim Pay-per-View Hell in a Cell am 26. Oktober 2014 kehrte Rotunda schließlich ohne seine Wyatt Family zurück, als er im Main Event zwischen Seth Rollins und Dean Ambrose eingriff. Mit Letzterem nahm er in der Folge ein Programm auf. Bei WrestleMania 31 traf Rotunda auf The Undertaker. Im Rahmen dieser Fehde charakterisierte er sich als neues „Gesicht der Angst“. Bei Battleground am 19. Juli 2015 schloss sich Luke Harper erneut Rotunda an, als er in ein Match zwischen ihm und Roman Reigns eingriff.
Am 24. August 2015 debütierte Braun Strowman als neues drittes Mitglied der Wyatt Family. Erick Rowan kehrte am 19. Oktober 2015 nach einer Verletzungspause ebenfalls als Mitglied der Gruppe zurück. Beim WWE Draft 2016 am 19. Juli 2016 wurden alle Mitglieder der Wyatt Family, bis auf Braun Strowman, zu SmackDown gedraftet. Durch den Draft verließ Braun Strowman das Stable. Mitte August 2016 begann Rotunda eine Fehde gegen Randy Orton. Im Laufe der Fehde schloss sich Orton der Wyatt Family an. Am 4. Dezember 2016 bei TLC: Tables, Ladders & Chairs gewannen Rotunda und Orton die SmackDown Tag Team Championship von Heath Slater und Rhyno. Die Wyatt Family durfte die Titel unter der Freebird Rule verteidigen, womit Luke Harper ebenfalls Titelträger war. Erick Rowan pausierte unterdessen seit Oktober 2016 nach einer Schulteroperation erneut. Am 27. Dezember 2016 verloren sie die Titel bei SmackDown an American Alpha (Chad Gable und Jason Jordan).
Bei Elimination Chamber am 12. Februar 2017 erhielt Rotunda die WWE Championship von John Cena, als er in einem Elimination-Chamber-Match zuletzt AJ Styles eliminierte. Im Vorfeld von WrestleMania 33 trennte man Randy Orton und Luke Harper von der Wyatt Family. Bei WrestleMania 33 am 2. April 2017 verlor Rotunda die WWE Championship an Randy Orton.

#### Deleters of Worlds und Auszeit (2017–2018)
Am 10. April 2017 wechselte Rotunda vom SmackDown- in den Raw-Kader. Im April 2018 bildete er mit Matt Hardy das Tag Team Deleters of Worlds, nachdem er in den Monaten zuvor mit diesem ein Fehdenprogramm bestritten hatte. Das Team erhielt am 27. April 2018 beim Greatest Royal Rumble die Raw Tag Team Championship. Am 15. Juli 2018 bei Extreme Rules gaben sie den Titel an The B-Team (Bo Dallas und Curtis Axel) ab. Nachdem Matt Hardy bereits seit September 2018 verletzungsbedingt pausiert hatte, nahm auch Rotunda zum Jahresende eine Auszeit.

#### Firefly Fun House und The Fiend (2019–2021)

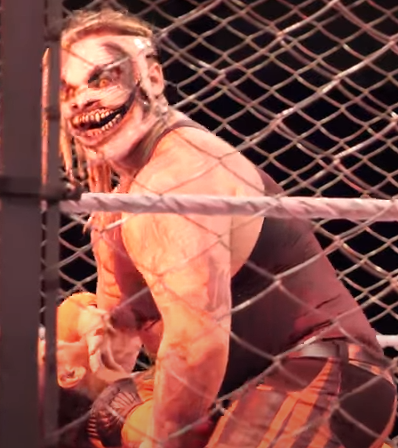
Rotunda als The Fiend (2019)

Im April 2019 kehrte Rotunda zurück ins WWE-Programm als runderneuerter Bray Wyatt in einer Serie von Show-Segmenten, die aufgebaut sind, wie eine Fernsehserie für Vorschulkinder. Hier spielt er den überspitzt freundlichen Moderator des Firefly Fun House. Im Kontrast dazu enthalten die Segmente Inhalte aus dem Horror-Genre, bei denen Rotunda eine zweite, monströse Seite seines Charakters zeigt. Dabei tritt er als The Fiend auf, einer finsteren Gestalt mit einer Horrormaske, blonden Dreadlocks und schwarzen Handschuhen. Das erste Mal im Ring stand The Fiend am 15. Juli 2019, als er Finn Bálor attackierte. Am 11. August 2019 gewann er das erste Match in seinem neuen Gimmick gegen Finn Bálor beim SummerSlam. Im Rahmen des WWE Drafts wechselte Rotunda am 11. Oktober 2019 von Raw zu SmackDown. Am 31. Oktober 2019 durfte er die WWE Universal Championship in einem Falls Count Anywhere Match gegen Seth Rollins bei Crown Jewel gewinnen. Seit seiner Rückkehr im April stand Rotunda bis dahin nur als The Fiend im Ring, während er in seiner unmaskierten Rolle als Moderator des Firefly Fun House nur in Backstage-Segmenten und Promos auftrat. Am 15. Dezember 2019 bei TLC: Tables, Ladders & Chairs bestritt er auch sein erstes Match in seiner unmaskierten Persona, als er The Miz besiegen durfte. Am 27. Februar 2020 verlor er seine WWE Universal Championship gegen Goldberg. Am 23. August 2020 gewann er die WWE Universal Championship von Braun Strowman. Die Regentschaft hielt 7 Tage und verlor den Titel, schlussendlich an Roman Reigns.
Am 12. Oktober 2020 wechselte er durch den Draft zu Raw. Am 20. Dezember 2020 bei TLC: Tables, Ladders & Chairs bestritt er gegen Randy Orton das erste Firefly-Inferno-Match, dieses konnte er jedoch nicht gewinnen. Am Ende dieses Matches wurde The Fiend von Randy Orton im Ring mit Benzin überschüttet und angezündet. Somit verschwand er nach dieser Niederlage aus den Shows. Alexa Bliss führte die Fehde fort. Am 21. März 2021 kehrte er in die Shows zurück und verhalf Bliss zum Sieg gegen Randy Orton. Dies führte bei WrestleMania 37 zu einem Match zwischen beiden, dieses verlor er.
Am 31. Juli 2021 wurde Rotunda von der WWE entlassen.

#### Rückkehr und letzte Auftritte (2022–2023)
Am 8. Oktober 2022 kehrte er bei Extreme Rules zur WWE zurück.

## Privatleben
Rotunda war ein Wrestler der dritten Generation. Sein Großvater Robert Deroy Windham, sein Vater Mike Rotunda und seine beiden Onkel Kendall und Barry Windham waren bereits als Wrestler bekannt. Sein jüngerer Bruder Taylor trat als Bo Dallas ebenfalls bei WWE auf.
Mit seiner ersten Frau Samantha, mit der er seit 2012 verheiratet war, hatte Rotunda zwei Töchter; das Paar trennte sich im März 2017, im folgenden Juni reichte sie die Scheidung ein. Am 18. Mai 2019 wurden er und WWE-Ringsprecherin Joseann „JoJo“ Offerman Eltern eines gemeinsamen Sohnes, im Mai 2020 folgte eine Tochter. 2022 gab das Paar seine Verlobung bekannt.
Rotunda starb am 24. August 2023 im Alter von 36 Jahren an einem Herzinfarkt, wie einen Tag später von WWE-Chief-Content-Creator Triple H auf X verkündet wurde. Bereits seit Februar hatte er mit einer zunächst unbekannten Krankheit zu kämpfen gehabt, die Berichten zufolge lebensbedrohlich war. Erst nach seinem Tod wurde bekannt, dass es sich dabei um COVID-19 handelte, was zur Verschlimmerung eines bestehenden Herzproblems geführt hatte. Zuletzt hatte er positive Fortschritte auf dem Weg zur Genesung gemacht.

## Titel und Auszeichnungen
- CBS Sports

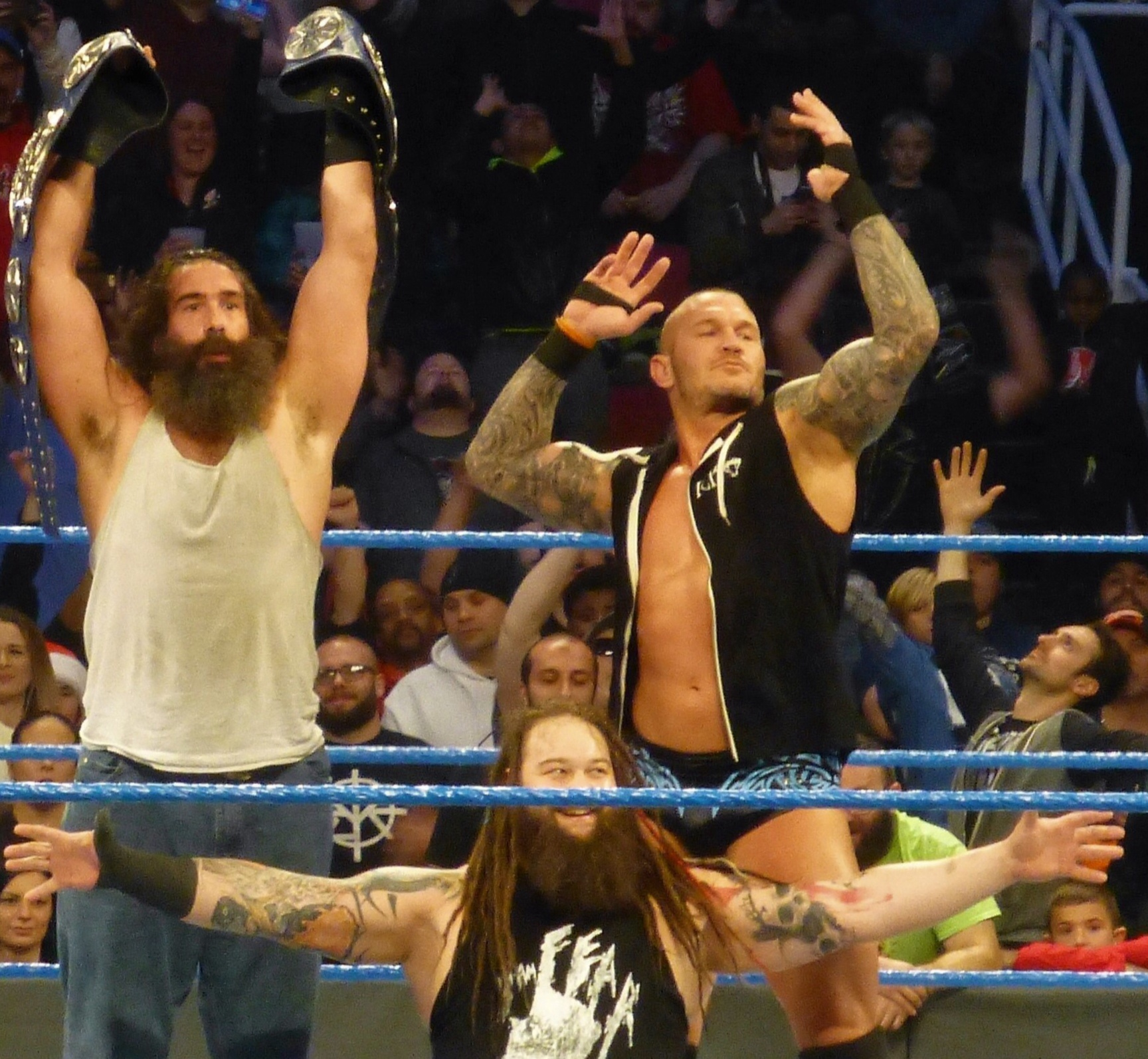
The Wyatt Family (v. l. n. r.: Luke Harper, Bray Wyatt und Randy Orton) als SmackDown Tag Team Champions (2016)

  - Comeback Wrestler of the Year (2019)

- Florida Championship Wrestling
  - FCW Florida Tag Team Championship (2×) – mit Bo Rotundo

- Pro Wrestling Illustrated
  - Feud of the Year (2010) – The Nexus vs. WWE
  - Match of the Year (2014) – s. John Cena bei Payback
  - Most Hated Wrestler of the Year (2010) – als Mitglied von The Nexus

- World Wrestling Entertainment
  - WWE Championship (1×)
  - WWE Universal Championship (2×)
  - WWE Raw Tag Team Championship (1×) – mit Matt Hardy
  - WWE SmackDown Tag Team Championship (1×) – mit Luke Harper und Randy Orton